# Wasabi
Wasabi (japansk: 山葵, hiragana: わさび) er en meget stærk grøn pasta af stammen fra wasabi (Wasabia japonica). Wasabi-planten er i kålfamilien (Brassicaceae) og kaldes ofte for japansk peberrod.
I dag bliver meget wasabi også i Japan fremstillet af peberrod tilsat sennep og grøn farve, da wasabi-planten er vanskelig at dyrke.
Man blander f.eks. ofte wasabi med soyasauce og bruger den til at dyppe fisken, når man spiser sashimi. Dette er dog ikke den traditionelle måde at spise sashimi med wasabi, men er med tiden blevet det.